# Lantdagsordningen 1869
Lantdagsordningen 1869 antogs av Storfurstendömet Finland under dess ryska tid eftersom det behövdes en ändamålsenligare version som var anpassad till nyare förhållanden. Den stadfästes av kejsar Alexander II och ersatte de regler som gällt ända sedan Finland utgjorde den östra rikshalvan i det svenska riket. Senare ersattes den av lantdagsordningen från 1906. Den byggde fortsatt på den ståndsrepresentation som gällt sedan tidigare.